# Центральний (бахш, шагрестан Совмее-Сара)
Центральний (перс. مرکزی) — бахш в Ірані, в шагрестані Совмее-Сара остану Ґілян. За даними перепису 2006 року, його населення становило 75412 осіб, які проживали у складі 21126 сімей.

## Дегестани
До складу бахша входять такі дегестани:
- Зіябар
- Касма
- Тагер-Ґураб